# Iisa
Iisa, in precedenza Pykäri, pseudonimo di Iisa Pajula (Tampere, 8 agosto 1979), è una cantante finlandese.

## Biografia
Iisa è salita alla ribalta nel 2004 come cofondatrice e cantante del gruppo musicale Regina, nel quale è rimasta fino allo scioglimento nel 2017. Con i Regina ha pubblicato quattro album: Katso maisemaa (2005), Oi miten suuria voimia! (2007), Puutarhatrilogia (2009) e Soita mulle (2011).
Negli anni 2010 ha inoltre iniziato a farsi conoscere come autrice di canzoni per altri artisti. Ha scritto, fra gli altri, per Paula Koivuniemi, Laura Närhi, Jukka Ässä, Kaija Koo e Janna Hurmerinta.
Nel 2014 Iisa ha pubblicato il suo album di debutto eponimo da solista, che è entrato alla 6ª posizione nella classifica finlandese. L'anno successivo è stata la volta del secondo album, Kukaan ei oo kenenkään, che ha conquistato il 9º posto in classifica, seguito da Päivii, öitä nel 2018, che si è fermato al 32º posto.

## Discografia

### Album in studio
- 2014 – Iisa
- 2015 – Kukaan ei oo kenenkään
- 2018 – Päivii, öitä

### Singoli
- 2013 – Perjantai
- 2015 – Kellot kappelin
- 2017 – Nimimerkillä
- 2017 – Kun olit nuori
- 2018 – Jos se sattuu
- 2018 – Kiitos exille